# Campylocheta orientalis
Campylocheta orientalis là một loài ruồi trong họ Tachinidae.